# Back into Your System
Back into Your System es el tercer álbum de estudio de la banda estadounidense Saliva. Fue lanzado el 12 de noviembre de 2002. Alcanzó el número 19 en el Billboard 200 y fue certificado de Oro por la Recording Industry Association of America (RIAA) desde su lanzamiento.
Back into Your System extrajo su primer sencillo, "Always" a finales de 2002 y alcanzó en el número 51 en el Billboard Hot 100 y número 1 en la lista Modern Rock Tracks. Su sencillo sencillo fue "Rest in Pieces" hacer varias listas de Billboard en 2003 y más tarde el lanzamiento de su tercer sencillo "Raise Up", fue alcanzando el número 29 en la lista de Mainstream Rock.

## Lista de canciones
| N.º | Título                  | Escritor(es)                                             | Duración |  |
| 1.  | «Superstar II»          | Josey Scott, Chris D'Abaldo                              | 3:21     |  |
| 2.  | «Weight of the World»   | Scott, Bob Marlette                                      | 4:28     |  |
| 3.  | «Always»                | Scott, Marlette                                          | 3:51     |  |
| 4.  | «Back into Your System» | Scott, D'Abaldo, Wayne Swinny, Dave Novotny, Paul Crosby | 4:31     |  |
| 5.  | «All Because of You»    | Scott, D'Abaldo, Novotny                                 | 4:42     |  |
| 6.  | «Raise Up»              | Scott, D'Abaldo                                          | 3:45     |  |
| 7.  | «Separated Self»        | Scott, D'Abaldo, Marlette                                | 4:01     |  |
| 8.  | «Rest in Pieces»        | Nikki Sixx, James Michael                                | 3:46     |  |
| 9.  | «Storm»                 | Scott, Marlette                                          | 4:21     |  |
| 10. | «Holdin On»             | Scott, Swinny                                            | 4:21     |  |
| 11. | «Pride»                 | Scott, D'Abaldo, Swinny                                  | 2:53     |  |
| 12. | «Famous Monsters»       | Scott                                                    | 4:43     |  |

Special edition
| Special edition bonus track |                    |                                   |          |  |
| N.º                         | Título             | Escritor(es)                      | Duración |  |
| 13.                         | «Click Click Boom» | Scott, D'Abaldo, Swinny, Marlette | 4:11     |  |

## Posicionamiento en lista y certificación
Álbum
| Lista (2002)                   | Posición |
| ------------------------------ | -------- |
| Estados Unidos (Billboard 200) | 19       |

Sencillos
| Año  | Sencillo         | Lista                  | Posición |
| ---- | ---------------- | ---------------------- | -------- |
| 2002 | "Always"         | Billboard Hot 100      | 51       |
| 2002 | "Always"         | Mainstream Rock Tracks | 2        |
| 2002 | "Always"         | Modern Rock Tracks     | 1        |
| 2003 | "Rest in Pieces" | Billboard Hot 100      | 93       |
| 2003 | "Rest in Pieces" | Mainstream Rock Tracks | 11       |
| 2003 | "Rest in Pieces" | Modern Rock Tracks     | 20       |
| 2003 | "Rest in Pieces" | Adult Top 40           | 17       |
| 2003 | "Raise Up"       | Mainstream Rock Tracks | 29       |